# Контрабас
Контрабасът е музикален инструмент от групата на струнно-лъковите инструменти.
Това е най-големият и най-ниско звучащ струнен инструмент. Контрабасът има 4 струни, настроени на чисти кварти – 1Е—1А—D—G и звучи октава по-ниско от нотираното.
Започва да се произвежда и се наименува в средата на 17 век с вариации от контрабасовата виола да гамба. Човек, който свири на този инструмент, се нарича контрабасист. Контрабасът като инструмент е включен винаги в ритмичната секция (тя обикновено се състои от комплект от ударни инструменти, контрабас, китара и пиано), включен е в състава на стила диксиленд и участва в ритмичната секция на бенда (голям оркестър в състав 4 тромпета, 4 тромбона, 5 саксофона – два алт, два тенор и един баритон саксофон – и ритмична секция). Често в комбо съставите, а и в бенда, контрабасът е заменен с баскитара (4, 5 или 6-струнна, може и фретлес-баскитара без прагчета). Източник на звук са струните. Лъков инструмент е, тъй като звукът се получава чрез търкане на струните с лък. Той е най-големият инструмент (1.82). Нотира се на басов ключ (фа ключ). Струните се настройват на чисти кварти. Условно транспониращ е и на него не може да се свирят много бързи пасажи, но много добре звучи щрих „пицикато“.